# Ray Mielczarek
Ray Mielczarek (Caernarfon, 10 februari 1946 – Rhosddu, nabij Wrexham, 30 oktober 2013) was een Brits voetballer uit Wales.
Mielczarek was verdediger (soms middenvelder) en speelde zijn enige interland voor Wales op 26 mei 1971. Hij won met 0-1 in Helsinki tegen Finland.
Hij begon zijn loopbaan in 1964 bij Wrexham AFC en speelde daar 76 wedstrijden. Vanaf 1967 tot en met 1971 bij Huddersfield Town FC in Engeland (26 wedstrijden en 1 doelpunt). 
Vervolgens speelde hij bij Rotherham United FC (115 wedstrijden en 7 goals). Door een slepende blessure kwam er een eind aan zijn spelersloopbaan in 1974.
Mielczarek was daarna werkzaam als rijschoolinstructeur, veiligheidsbeambte en ambulancechauffeur.
Hij is in 2013 overleden op 67-jarige leeftijd.